# 1880 no beisebol

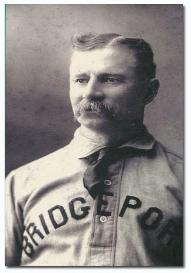
Cap Anson, líder em home runs em 1880, com 6.

Esta é uma lista de eventos no mundo do beisebol durante o ano de 1880.

## Campeões
- Liga Nacional: Chicago White Stockings
- National Association:  Washington Nationals

Inter-league playoff:  Washington (NA) bateu o Chicago (NL), 4 jogos a 3 (1 empate)

## National League - Times e aproveitamento
| Time                      | Vitórias | Derrotas |
| ------------------------- | -------- | -------- |
| Chicago White Stockings   | 67       | 17       |
| Providence Grays          | 52       | 32       |
| Cleveland Blues           | 47       | 37       |
| Chicago White Stockings   | 46       | 33       |
| Troy Trojans              | 41       | 42       |
| Worcester Worcesters      | 40       | 43       |
| Boston Red Caps           | 40       | 44       |
| Buffalo Bisons            | 24       | 58       |
| Cincinnati Reds (1876–80) | 21       | 59       |

## Líderes
| National League |                    |             |                  |   |  |
| Tipo            | Nome               | Estatística |                  |   |  |
| AVG             | George Gore CHC    | 36%         |                  |   |  |
| HR              | Jim O'Rourke BSN   | 6           | Harry Stovey WOR | 6 |  |
| RBI             | Cap Anson CHC      | 74          |                  |   |  |
| Vitórias        | Jim McCormick CLV  | 45          |                  |   |  |
| ERA             | Tim Keefe TRO      | 0.86        |                  |   |  |
| Strikeouts      | Larry Corcoran CHC | 268         |                  |   |  |

## Nascimentos

### Janeiro–Abril
- 5 de janeiro – Dutch Jordan
- 13 de janeiro – Goat Anderson
- 21 de janeiro – Emil Batch
- 22 de janeiro – Bill O'Neill
- 23 de janeiro – Julián Castillo
- 27 de janeiro – Bill Burns
- 6 de fevereiro – Frank LaPorte
- 14 de fevereiro – Claude Berry
- 16 de fevereiro – Carl Lundgren
- 2 de março – Danny Hoffman
- 10 de março – Judge Nagle
- 22 de março – Ernie Quigley
- 12 de abril – Addie Joss
- 18 de abril – Sam Crawford
- A20 de abril – Charlie Smith

### Maio–Agosto
- 7 de maio – Mickey Doolan
- 12 de junho – Matty McIntyre
- 30 de junho – Davy Jones
- 4 de julho – George Mullin
- 14 de julho – Ed Hug
- 22 de julho – George Gibson
- 27 de julho – Jack Doscher
- 27 de julho – Irish McIlveen
- 27 de julho – Joe Tinker
- 29 de julho – Chief Meyers
- 12 de agosto – Christy Mathewson
- 30 de agosto – Charlie Armbruster

### Setembro–Dezembro
- 2 de setembro – Fred Payne
- 10 de setembro – Harry Niles
- 10 de setembro – Barney Pelty
- 12 de setembro – Boss Schmidt
- 23 de setembro – Heinie Wagner
- 29 de setembro – Harry Lumley
- 3 de outubro – Henry Thielman
- 12 de outubro – Pete Hill
- 21 de outubro – Jack Hayden
- 25 de outubro – Weldon Henley
- 25 de outubro – Bill Brennan
- 20 de novembro – George McBride
- 21 de novembro – Simmy Murch
- 25 de novembro – Frank Corridon
- 2 de dezembro – Tom Doran
- 17 de dezembro – Cy Falkenberg
- 23 de dezembro – Doc Gessler

## Mortes
- 23 de novembro – Jack McDonald, 36?, campista direito que rebateu média de 25,8% com o Brooklyn Atlantics de  1872.